# Телевежа Пітампура
Телевежа Пітампура (англ. Pitampura TV Tower) — 235-метрова телевежа з оглядовим майденчиком на північному сході Нью-Делі, Делі, Індія, неподалік від станції метро Нетаджі-Субхас-Плейс. Вежа названа за назвою місцевості Пітампура. Вона була збудована в 1988 році.